# Neca Falk
Marjetka Neca Falk, slovenska pevka zabavne glasbe, * 19. junij 1950, Maribor, Slovenija. 
Leta 1977 je izšla njena prva plošča Danes. Poznana je tudi s svojimi pesmimi za otroke.

## Uspešnice
- »Prva ljubezen« (Vesela jesen, 1972)
- »Kako sva si različna« (duet z Alfijem Nipičem)
- »Dobro jutro, dober dan«
- »Banane«
- »Vsi ljudje hitijo«
- »Dravski most« (»Banks of the Ohio«)
- »Muri«
- »Muca Maca«

## Diskografija

### Albumi
- Danes (Helidon 1977)
- Zlata ladja (1978)
- Vsi ljudje hitijo (1978)
- Najjači ostaju (RTV Ljubljana 1980)
- Nervozna (RTV Ljubljana 1981)
- Maček Muri in Muca Maca (1984)
- Mačji sejem (Mačji disk 1991)
- Portreti (Mačji disk 1996) (največje uspešnice)
- Življenja krog (Mačji disk 2000)
- V teatru (Mačji disk 2001)
- Od daleč (Založba Pivec 2014)

### Singli
- »Živeja je en coprnjak« / »Mož naj bo doma« (Helidon 1972) (kot Marjetka Falk)
- »Sama fanta našla si bom« (Helidon 1973) (kot Neca Marjetka Falk)
- »Vsi ljudje hitijo« (Helidon 1978) (kot Marjetka Falk - Neca)
- »Toliko vrediš, koliko daš« (RTV Ljubljana 1979)
- »Neću« (RTV Ljubljana 1981)

## Nastopi na glasbenih festivalih

### Vesela jesen
- 1969: »Dober dan« (avtor M. Cilenšek)
- 1969: »Dežela čudnih ljudi« (B. Rodošek / M. Slana, E. Baronik / B. Rodošek), skupaj z Lidijo Kodrič
- 1971: »Mi smo mi« (J. Kreže / J. Kreže / J. Privšek), skupaj z Borom Gostišo − zlati klopotec, 3. nagrada občinstva
- 1972: »Živeja je en coprnjak« (M. Slana / B. Rošker, S. Žula / T. Habe)
- 1973: »Piskrovez Marko« (M. Slana / J. Kreže / B. Adamič), skupaj s Karlijem Arharjem − 2. nagrada občinstva
- 1975: »Veseli štajerski pjebi« (B. Adamič / J. Kušar / B. Adamič)

### Slovenska popevka
- 1972: »Prva ljubezen« (J. Privšek / B. Šömen / J. Privšek), v alternaciji z Leom Martinom  – nagrada za najboljše besedilo
- 1973: »Vsak je svoje nesreče kovač« (M. Sepe / D. Velkaverh / M. Sepe), v alternaciji z Stevom Royalom
- 1974: »Zvezdice za srečo« (B. Gostiša / M. Jesih / M. Mihelič), v alternaciji z Waterloo & Robinson
- 1975: »On je rekel sonce« (D. Žgur / D. Velkaverh / D. Žgur), v alternaciji z Davom Travisom – posebna pohvala
- 1976: »Za topoli« (J. Golob / E. Budau / J. Golob), v alternaciji z Lize Marke – nagrada za najboljši aranžma
- 1977: »Vrtiljak mojih sanj« (A. Soss / D. Velkaverh / A. Soss), v alternaciji z Zsuzsa Cserháti – nagrada za besedilo
- 1978: »Ta hip« (J. Golob / A. Brvar / J. Golob), v alternaciji z Dwa plus jeden – nagrada za najboljše besedilo
- 1978 (šansoni): »Zajtrk za dva« (A. Soss / G. Strniša)
- 1979: »Ljubimec moj« (A. Pompe / D. Levski / J. Golob), v alternaciji z Jenny Sorrenti – 3. nagrada občinstva, 3. nagrada mednarodne žirije, bronasta plaketa revije Stop
- 1980: »Storila bom to« (A. Pompe / D. Levski / A. Pompe), skupaj s Predmestjem, v alternaciji s Kati Kovács – 1. nagrada občinstva

### Melodije morja in sonca
- 1978: »Plavo morje je moj dom« (J. Privšek / B. Šömen / J. Privšek), skupaj z Edvinom Flisarjem

### Opatijski festival
- 1980 (šansoni): »Luči iz predmestja« (A. Šifrer / A. Šifrer)

### Izbor za pesem Intervizije[6]
- 1980: »Samo najjači ostaju« (T. Domicelj / T. Domicelj / D. Cooke) – 17. mesto

### Pop delavnica
- 1984 (predtekmovanje): »Dve, tri o semaforju«